# ユリ・ボリソビッチ・コブザレフ
ユリ・ボリソビッチ・コブザレフ（ロシア語: Юрий Борисович Кобзарев, 1905年12月8日 - 1992年4月25日）はロシアの科学者であり、ラジオ工学と放射物理の分野の専門家であった。 ソ連の無線標定研究学校の創設者の一人でもあった。社会主義労働者の英雄。 2度目のスターリン賞の受賞者。

## 経歴
コブザレフはハリコフ公立学校を卒業した。 1926年、Ioffe Instituteに勤務し、1937年にテストされたパルスレーダー法を開発した。
コブザレフの指導の下、航空機RUS-2の長距離探知のための最初のレーダーステーション、Pegmatitレーダーの移動式バージョン、およびその後のいくつかのレーダーが作成された。 1941年にソ連で最初の衝撃レーダーの作成のためにスターリン賞を受賞した。
1943年以来、彼は国防委員会のレーダー理事会のメンバーであった。 1944-1955年にはモスクワ電力工学研究所の放射性廃棄物局の責任者を務めた。 コブザレフは、レーダー分野の専門家のためのトレーニングコースの基本概念を形成した。 コブザレフは、「レーダーの原理」部門の中央コースの創始者であった。 1949年、コブザレフは教授と博士号を取得した。
1955年からユリ・ボリソビッチ・コブザレフが死亡するまでは、ラジオ・エンジニアリング・アンド・エレクトロニクス研究所で働いていた。 コブザレフはまた、Nina Kulaginaの精神運動現象の学術研究を行った科学者の一人であり、電場や磁場の出現によって説明できないと述べている。